# 樫野村
樫野村（かしのむら）は、岡山県真庭郡にあった村。現在の真庭市樫西、樫東、余野上、余野下に当たる。

## 歴史
- 1889年（明治22年）6月1日 - 町村制施行に伴い、大庭郡樫西村、樫東村、余野上村、余野下村が合併して樫野村となる。大字樫東に役場を置く。
- 1900年（明治33年）4月1日 - 大庭郡が真島郡と合併し、真庭郡となる。樫野村が真庭郡の所属に変更。
- 1905年（明治38年）9月1日 - 樫野村は真庭郡米来村と合併して、美和村となる。樫野村は廃止。

## 大字
現在は合併による所属自治体の変更を経て真庭市の大字となっている。
- 樫西（かしにし） 〒719-3211
- 樫東（かしひがし） 〒719-3223
- 余野上（よのかみ） 〒719-3221
- 余野下（よのしも） 〒719-3222